# Pepín (Asturias)
Pepín (en asturiano: Pipín) es una casería española de la parroquia de Piñera, perteneciente al municipio de Cudillero, en la comunidad autónoma de Asturias.

## Toponimia
El lugar puede encontrarse referido como Pepín y Pipín.

## Demografía
En 2023, la entidad singular de población de Pepín tenía empadronados 51 habitantes, todos ellos en el núcleo de población de ese nombre.